# Thích Quảng Đức
Thích Quảng Đức (chu nho: 釋廣德), ursprungligen Lâm Văn Tức, född 1897 i byn Hội Khánh i provinsen Khanh Hoa, död 11 juni 1963 i Saigon i dåvarande Sydvietnam, var en vietnamesisk buddhist och mahayana-munk. Han brände offentligt sig själv till döds i Saigon i protest mot presidenten Ngo Dinh Diems förtryck av den buddhistiska religionen. 

## Självbränningen
Fotografier av Thích Quảng Đức då han brände sig själv till döds i vägkorsningen mellan Phan Đình Phùng Boulevard och Lê Văn Duyệt Street spreds snabbt över världen och ledde till att fokus sattes på Diems politik och policyer. Malcolm Browne vann Pulitzerpriset för sitt fotografi av munkens död, och journalisten David Halberstam fick samma pris för sin rapportering av händelsen.

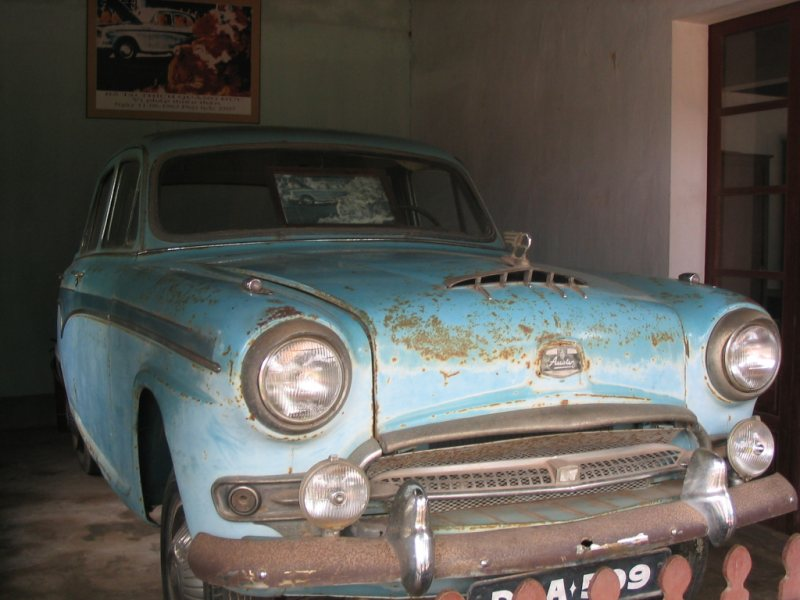
Den bil, en Austin A95, som Thích Quảng Đức färdades i till platsen för självbränningen.

Efter Thích Quảng Đứcs död kremerades hans kropp, men hans hjärta förblev intakt. Detta tolkades som en symbol för helighet och ledde till att buddhister vördar honom som en bodhisattva, vilket förstärkte effekterna av hans död bland folket.
Thích Quảng Đứcs agerande föranleddes av att armén i maj 1963 hade skjutit ihjäl nio obeväpnade buddhistiska munkar. Självbränningen ökade de internationella påtryckningarna på Diệm vilket ledde till att han utlyste reformer med intention att blidka buddhisterna. De utlovade reformerna infördes dock långsamt, eller inte alls, vilket ledde till dispyter. Då protesterna fortgick började räder mot buddhistiska pagoder med målet att beslagta det heliga hjärtat. Specialstyrkornas aktioner, som leddes av Diệms bror, Ngô Ðình Nhu, ledde till ett flertal dödsfall och stora skador. Flera buddhistiska munkar följde Thích Quảng Đứcs exempel och brände sig själva till döds. Så småningom avsattes och dödades Diệm i samband med en militärkupp i november 1963. Thích Quảng Đứcs handling ses allmänt som en vändpunkt för krisen som buddhismen erfor i Vietnam och regimförändringarna.

## Populärkultur
Ett fotografi av Thích Quảng Đứcs självbränning finns på omslaget på rapmetalbandet Rage Against the Machines debutalbum med samma namn från 1992 samt på singeln "Killing in the Name".